# Leticia
Leticia er den sydligste by i Republikken Colombia, hovedstaden for departementet Amazonas, Colombiens sydligste by (4,09 ° syd 69,57 ° vest) og en af de største havne på Amazonasfloden. Det har en højde på 96 meter over havets overflade og en gennemsnitlig temperatur på 27 ° C. Leticia har længe været Colombias forsendelsessted for tropiske fisk til akvariet. Leticia har omkring 42.000 indbyggere på vestlige bred af Amazonas flod og ligger på det punkt, hvor Colombia, Brasilien og Peru kommer sammen i et område kaldet Tres Fronteras.
1. ↑  www.dane.gov.co (fra Wikidata).